# Вежбово (Мронґовський повіт)
Вежбово (пол. Wierzbowo, нім. Wiersbau; 1938-45: Lockwinnen) — село в Польщі, у гміні Мронгово Мронґовського повіту Вармінсько-Мазурського воєводства.
Населення — 214 осіб (2011).

## Демографія
Демографічна структура станом на 31 березня 2011 року:
|          | Загалом | Допрацездатний вік | Працездатний вік | Постпрацездатний вік |
| -------- | ------- | ------------------ | ---------------- | -------------------- |
| Чоловіки | 103     | 30                 | 63               | 10                   |
| Жінки    | 111     | 26                 | 58               | 27                   |
| Разом    | 214     | 56                 | 121              | 37                   |